# Инчхонский метрополитен
Инчхонский метрополитен (кор. 인천 도시철도?, 仁川都市鐵道?) — система метрополитена в городе-метрополии Инчхон, примыкающего к Сеулу, столице Республики Корея. Владельцем системы является правительство Инчхона, управляется компанией Incheon Transit Corporation. Первый участок «Пакчон» — «Тонмак» длиной 23 км с 21 станцией открыт 6 октября 1999 года. Сегодня метрополитен состоит из 57 станций на двух линиях общей протяжённостью 59,5 км. На всех станциях установлены платформенные раздвижные двери.
Входит в единую систему внеуличного транспорта Сеульского столичного региона вместе с Сеульским метрополитеном и линиями метро под управлением Korail и других компаний.

## История
Строительство Первой линии стартовало 5 июля 1993 года. 15 апреля 1998 года была основана компания Incheon Transit Corporation. Открытие первой линии с 21 станцией, протянувшейся на 23 км с юга на север города, состоялось 6 октября 1999 года. Позже в том же году 7 декабря она была продлена на север на одну станцию. 16 марта 2007 года открыта ещё одна станция, ныне северная конечная Первой линии. 1 июня 2009 года пассажиров принял южный участок «Тонмак» — «Купчемучику» с 6 станциями.
Соглашение по строительству Второй линии было заключено в феврале 2009 года, её планировалось завершить к Азиатским играм 2014 года. В итоге линия открылась 30 июля 2016 года.

## Линии
В составе метрополитена находятся 2 линии длинной 59,5 км с 57 станциями, преимущественно подземными, за исключением 2 наземных на Первой линии и 5 на Второй. Обслуживаются одним депо и двумя отстойниками для поездов.
| Линия  | Участок                         | Год открытия | Год открытия последней станции | Длина, км | Количество станций |
| ------ | ------------------------------- | ------------ | ------------------------------ | --------- | ------------------ |
| 1      | Кеян — Сондотальпитчхукчеконвон | 1999         | 2020                           | 30,3      | 30                 |
| 2      | Комдан-орю — Ун-ян              | 2016         | —                              | 29,2      | 27                 |
| Всего: | Всего:                          | Всего:       | Всего:                         | 59,5      | 57                 |

## Галерея

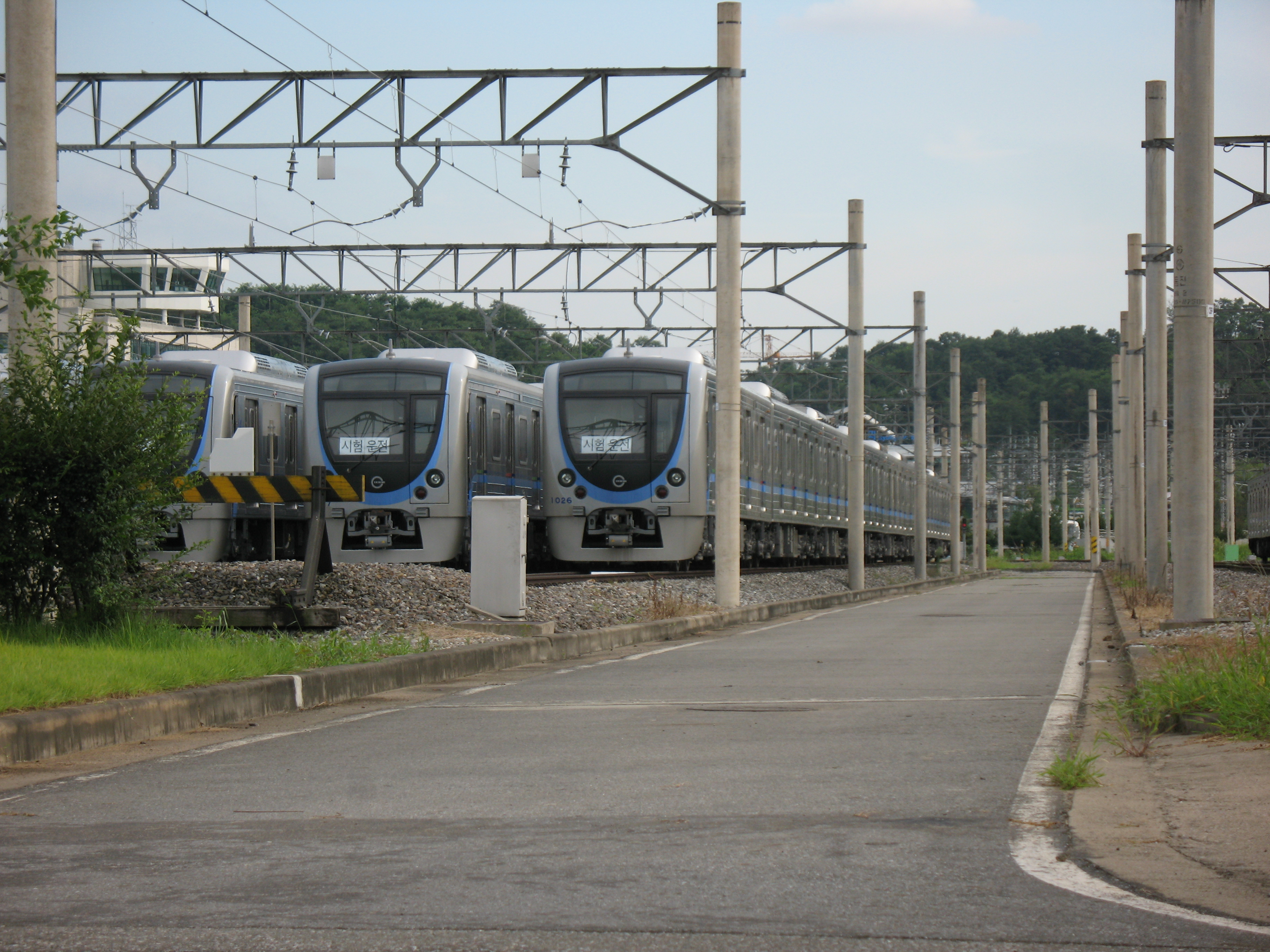
Подвижной состав
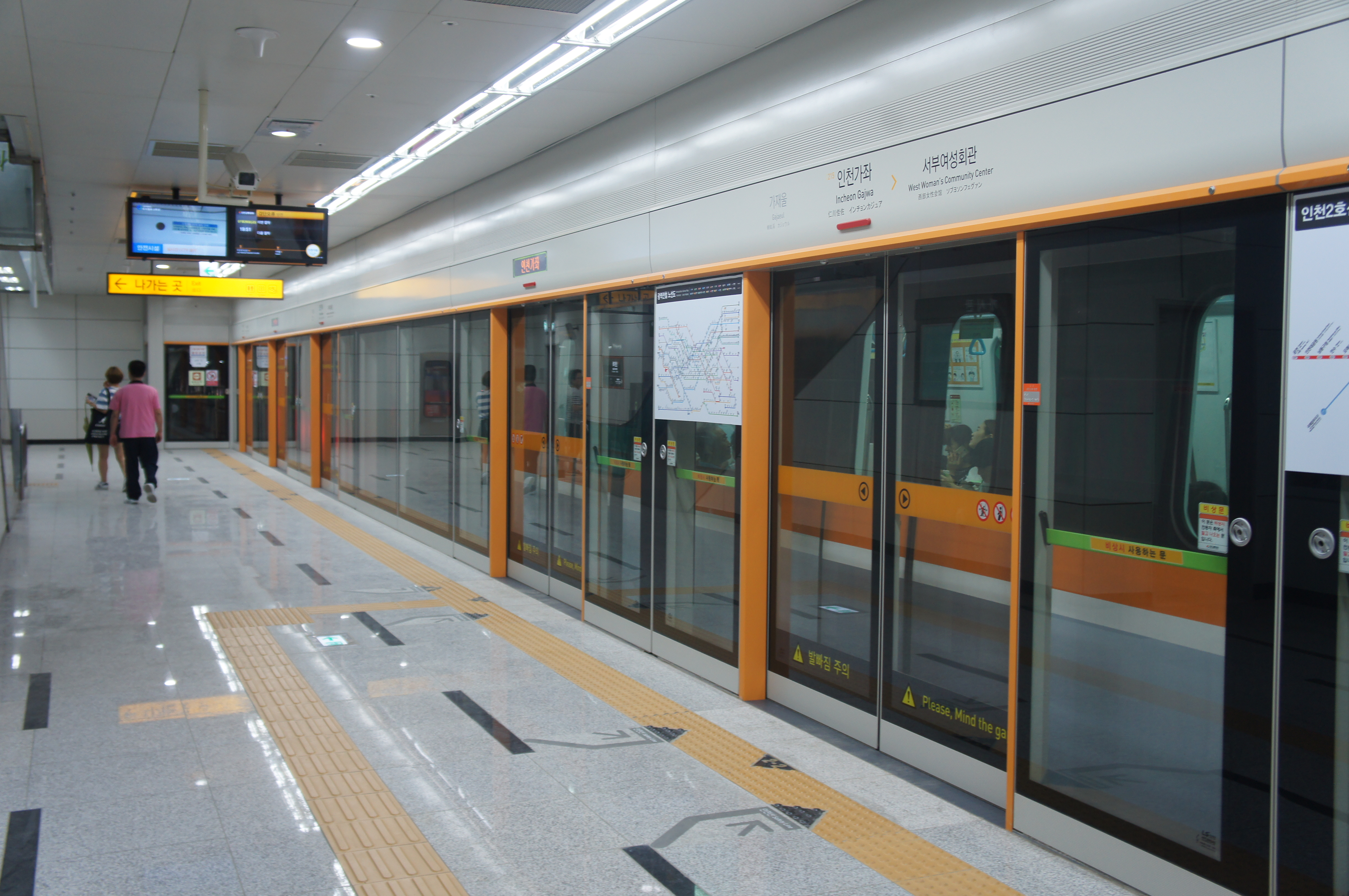
Станция «Инчхон-Каджва»
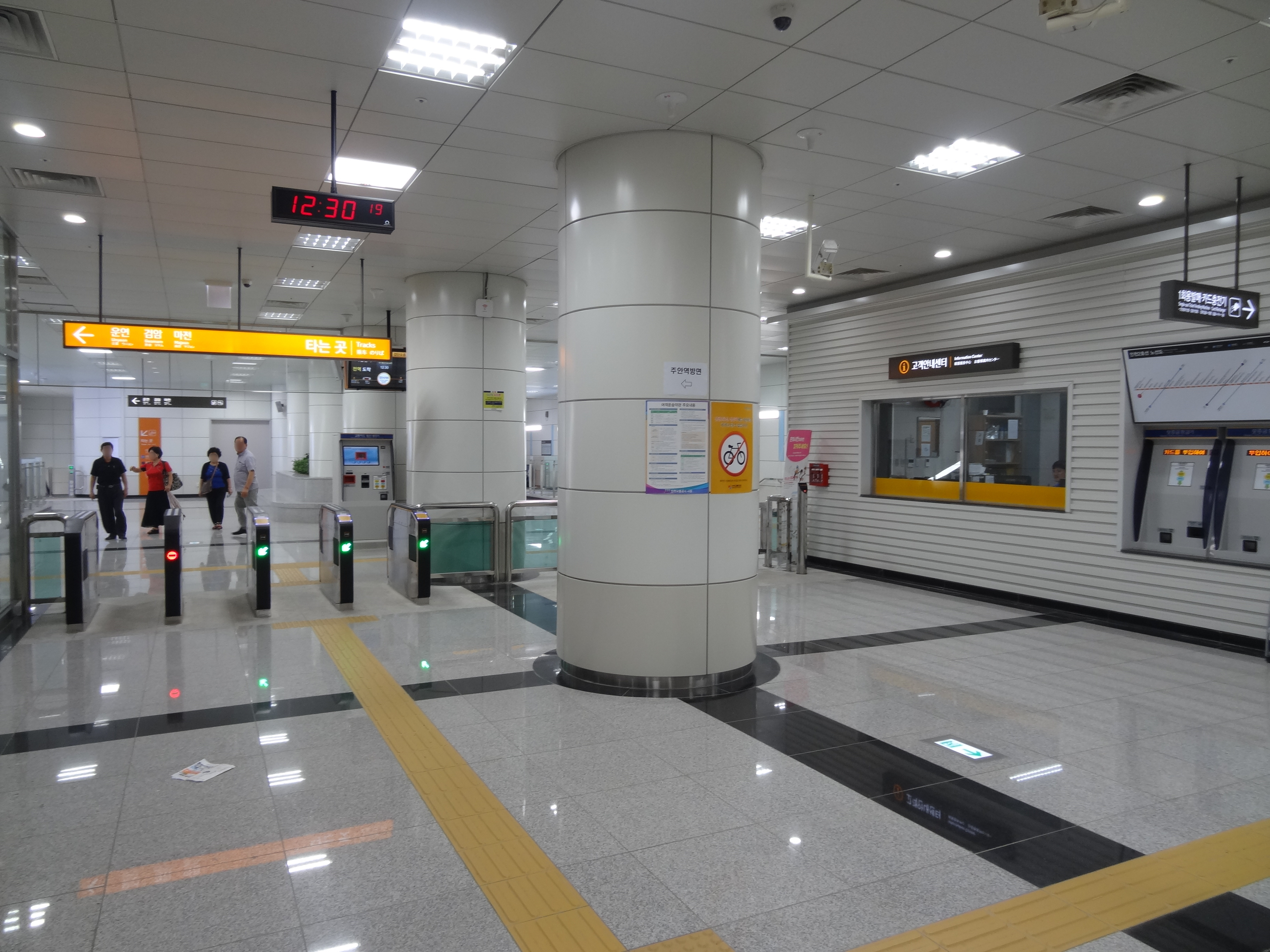
Станция «Комдан-сагори»
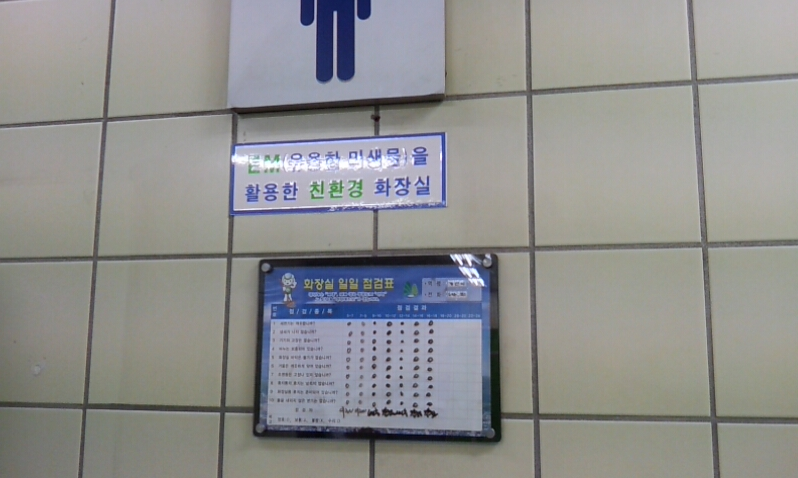
Станционные указатели
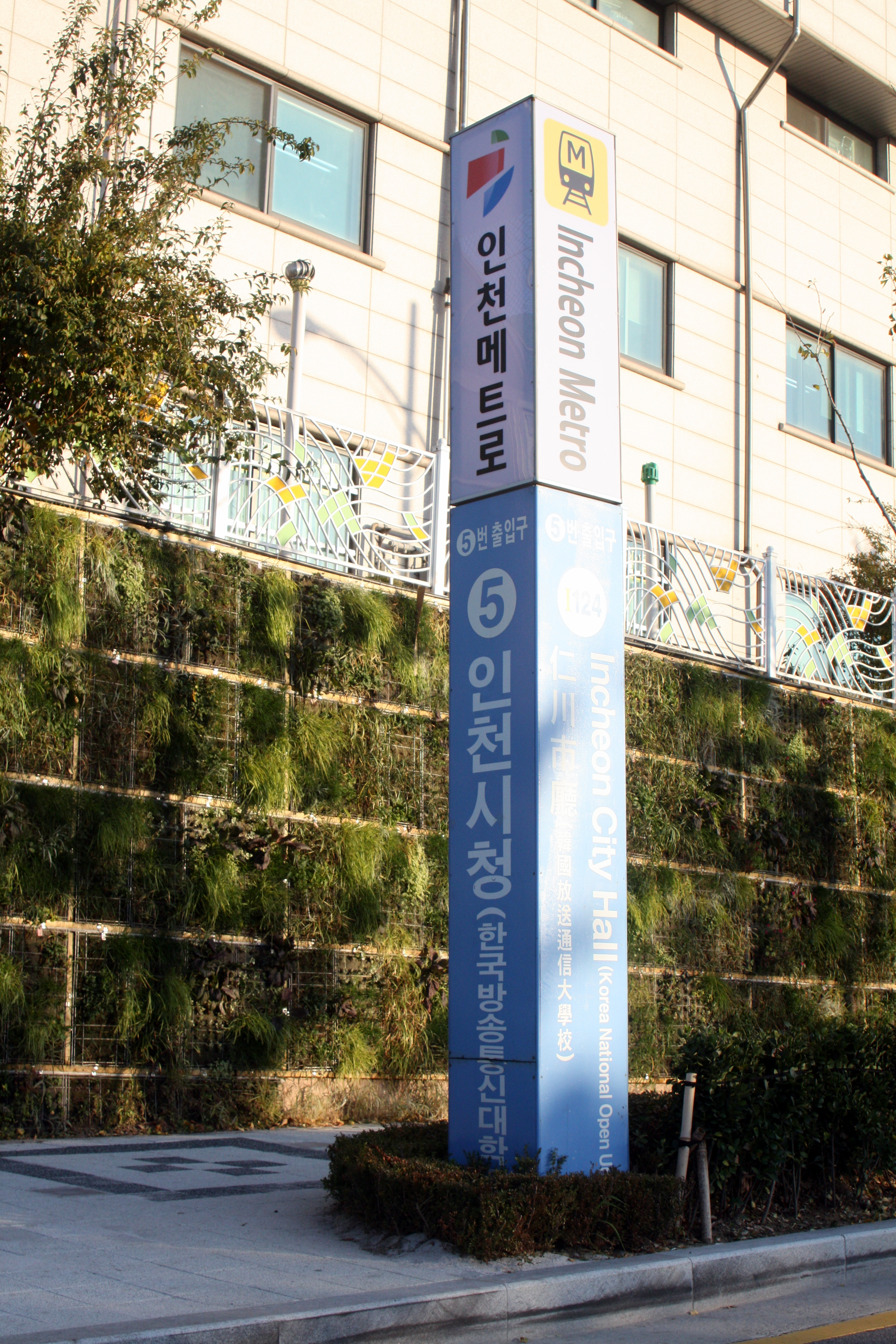
Уличный указатель метро
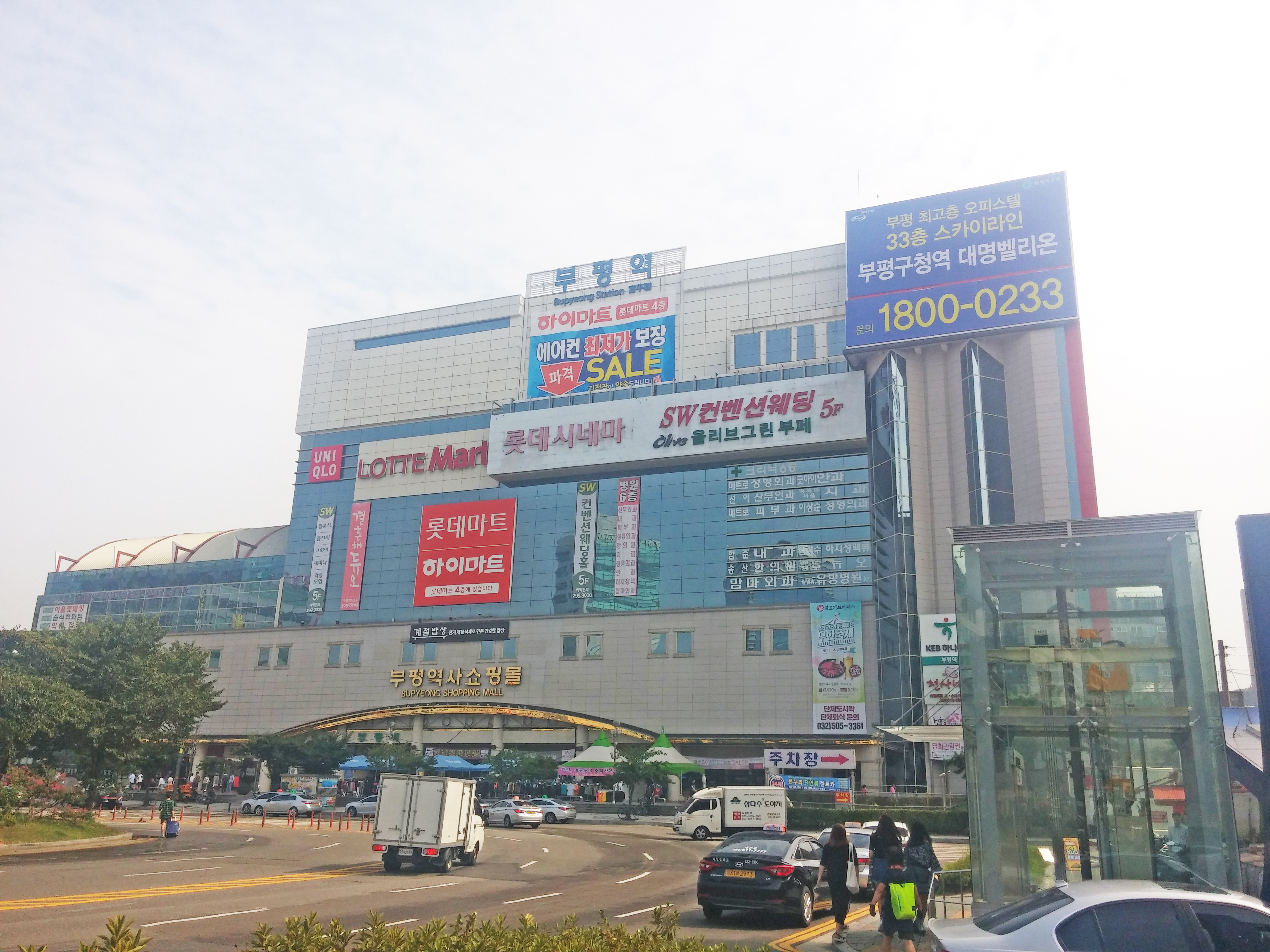
Станция «Пупхён»